# Nevėžis
Il Nevėžis (nʲɛˈvʲěːʑɪs) è il sesto fiume più lungo della Lituania e uno dei principali affluenti del Nemunas. È lungo 209 km, e scorre solo all'interno dei confini geografici lituani. È il secondo fiume più lungo, dopo lo Šventoji, che scorre esclusivamente all'interno dei confini. Sorge nel comune distrettuale di Anykščiai, e scorre dapprima verso nord-ovest, ma poi a Panevėžys gira verso sud-ovest e, dopo aver attraversato Kėdainiai, affluisce nel Nemunas poco a ovest di Kaunas vicino a Raudondvaris.

## Nome
Secondo un famoso luogo comune il nome Nevėžis significa "un fiume senza gamberi d'acqua dolce" perché vėžys significa "gambero d'acqua dolce" in lituano e ne significa "no". Invece, il Nevėžis è noto per la sua varietà di fauna che comprende anche i gamberi d'acqua dolce.  Il nome Nevėžis forse deriva dalla parola finnica nevo che significa "palude" (cfr. fiume Neva); infatti le rive del fiume all'inizio del suo corso sono paludose.
Il fiume ha dato il nome a molte cose tra cui Panevėžys, la quinta città più grande della Lituania. Significa "[città] vicino al Nevėžis." Anche FK Nevėžis e KK Nevėžis prendono il nome dal fiume. Il Nevėžis è importante nella cultura lituana perché scorre nel centro della nazione. Durante il Medioevo, il fiume era considerato il confine naturale tra due regioni della Lituania: la Samogizia e l'Aukštaitija.

## Ambiente naturale

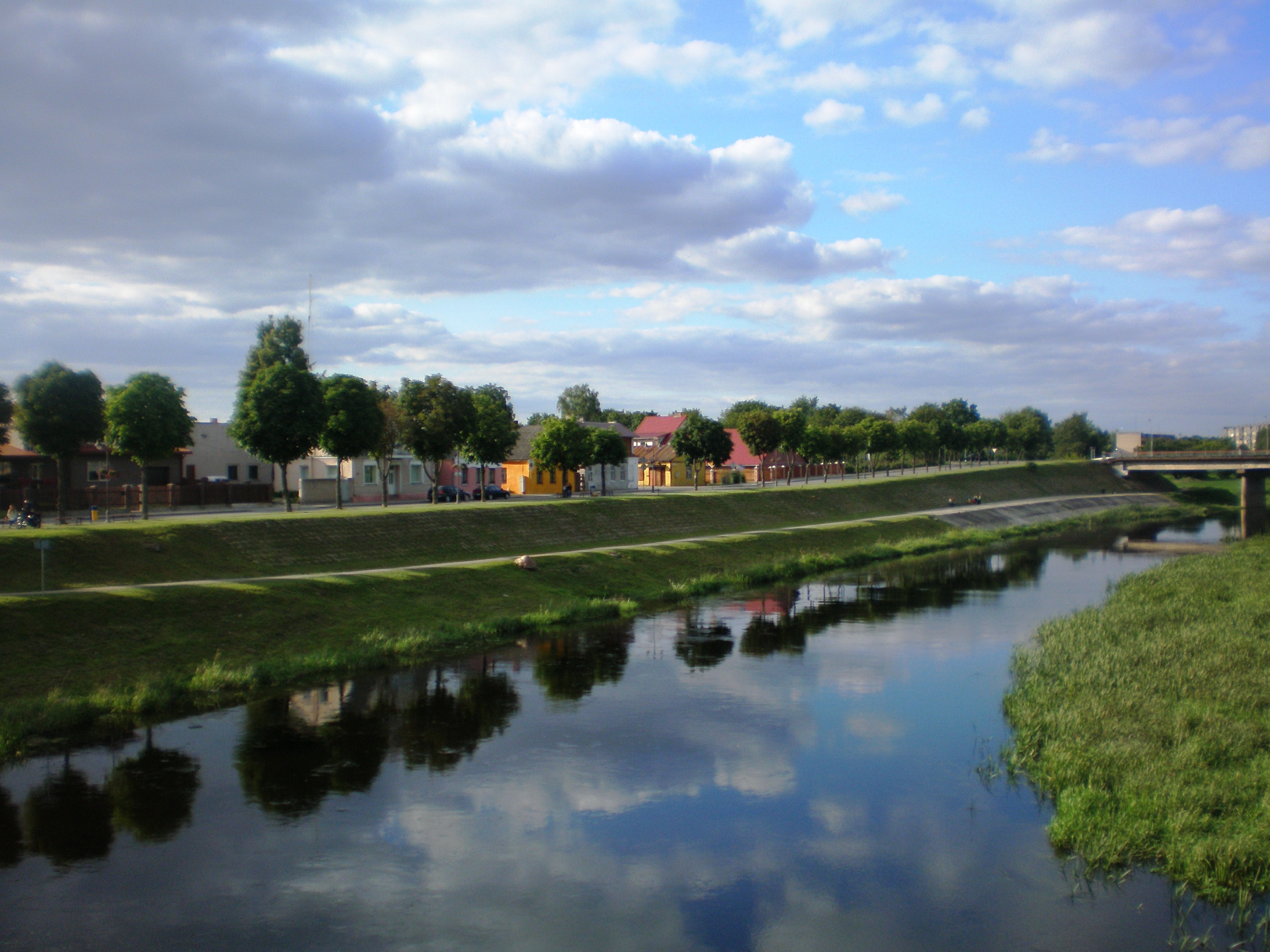
Il fiume a Kėdainiai

Il Nevėžis ha circa settanta affluenti. I più grandi sono:
- sinistri: Alanta, Juoda, Upytė, Linkava, Brasta, Žalesys, Alkupis, Obelis, Šerkšnys, Ašarėna, Barupė, Gynia;
- destri: Juosta, Kiršinas, Liaudė, Kruostas, Baltupis, Dotnuvėlė, Smilga, Šušvė (quattordicesimo fiume più lungo della Lituania), Aluona, Strūna.

Nel 1992, il Parco Regionale Krekenava fu istituito per preservare l'ecosistema del Nevėžis centrale e l'ambiente naturale circostante. Il parco è unico perché alleva e permette di proteggere dall'estinzione i bisonti europei.
Persino con due canali che riforniscono il Nevėžis con l'acqua, diventa molto poco profondo durante un'estate secca. Di solito è profondo da 4 e 9 metri. Negli anni più recenti, furono introdotte delle carpe onnivore nel fiume per controllo delle alghe. Il Nevėžis, a causa dell'acqua bassa, delle correnti lente e dell'influsso del ruscellamento dei fertilizzanti, stava diventando via via più invaso dalle alghe. Si sperava che l'introduzione delle carpe onnivore avrebbe aiutato a controllare questo processo. I critici sostengono che quel tipo di pesce non sarebbe sopravvissuto in quel clima relativamente freddo. Tuttavia, i pescatori pescano ancora carpe introdotte molti anni fa.